# Israel Vicente
Israel Vicente González, más conocido como Israel Vicente (Murcia, 23 de junio de 1987), es un entrenador de fútbol español que actualmente dirige al juvenil "A" de la SD Logroñés.

## Carrera deportiva
Comenzó su carrera como entrenador del fútbol base en las escuelas del Barnés, Montecasillas FC y del Ronda Sur FC, de la ciudad de Murcia. Además trabajaría como analista táctico y scouting en las filas del Muleño CF del Grupo XIII de la Tercera División de España en la temporada 2015-16.
En la temporada 2016 se incorpora al proyecto del Lorca FC , trabajando como analista táctico y scouting del Lorca FC 'B' que militaba también en el Grupo XIII de la Tercera División de España formando parte del cuerpo técnico de Julio Algar, es en octubre cuando Iñaki Alonso, entrenador del primer equipo del Lorca FC en Segunda División B Grupo IV, es destituido y pasan a ser el cuerpo técnico del primer equipo. En abril, nuevamente el presidente del mega proyecto lorquino Xu Gembao, estando líderes, decide prescindir de Julio Algar y dejar en manos de David Vidal el fin de temporada, logrando el título de liga y el posterior ascenso a Segunda División, contra el Albacete Balompié de Jose Manuel Aira. Tras el ascenso, nuevamente el mandatario decide prescindir de David Vidal para la nueva temporada en la categoría de plata. Israel seguía siendo analista táctico del primer equipo y seguía colaborando con la dirección deportiva que dirigía Paco Zaragoza. El elegido para el banquillo para el debut del equipo lorquino fue Curro Torres que a la vez fue reemplazado por Fabri González. 
En la temporada 2018-19, tras el descenso de categoría, el presidente Xu Gembao, abandona el proyecto con deuda y se produce un descenso administrativo del Lorca FC y su plaza sale a subasta y pasa de un descenso de la categoría de plata a  Tercera División de España. Israel Vicente vuelve al club en octubre y firma como segundo entrenador y en la dirección deportiva del Lorca FC presidido en esta etapa por Roberto Torres.
En julio de 2019, firma como segundo entrenador del Real Murcia CF, donde trabajaría durante dos temporadas a las órdenes de Adrián Hernández, donde consiguieron la clasificación para la Copa del Rey mediante la Copa RFEF y además conseguir el primer título nacional para el club justo antes de la pandemia (COVID) y más tarde de José Luis Rodríguez Loreto, ambas temporadas en la Segunda División B de España.
El 25 de junio de 2022, firma como segundo entrenador de Juan García en el CD Calahorra de Primera División RFEF.
El 8 de diciembre de 2022, tras la destitución de Juan García, se hace cargo del CD Calahorra de Primera División RFEF. Debutando como primer entrenador y además siendo el primer murciano en hacerlo en la categoría, recibiría al líder el C.D. Castellón en la Planilla con resultado final de 1-1.
El 26 de diciembre de 2022, se hace cargo del CD Calahorra el contrastado Carlos Pouso donde seguiría siendo su mano derecha durante la temporada.
El 15 de junio de 2024, firma por el Abarán Club de Fútbol de la Preferente Autonómica de la Región de Murcia.
El 18 de noviembre de 2024, tras una decisión de mutuo acuerdo entre el entrenador y el Abarán Club de fútbol se realiza una cesión de derechos federativos para dar el salto como primer entrenador a categoría nacional del fútbol, en categoría juvenil nacional en el grupo V perteneciente a la Federación Riojana de fútbol de la mano de la Sociedad Deportiva Logroñes.

## Trayectoria como entrenador
| Club                                            | País   | Año             |
| ----------------------------------------------- | ------ | --------------- |
| Lorca FC (2.º entrenador)                       | España | 2018-2019       |
| Real Murcia CF (2.º entrenador)                 | España | 2019-2021       |
| Club Deportivo Calahorra (2.º entrenador)       | España | 2022            |
| Club Deportivo Calahorra                        | España | 2022            |
| Callosa Deportiva Club de Fútbol (analista)     | España | 2023-2024       |
| Unión Molinense Club de Fútbol (2.º entrenador) | España | 2024            |
| Abarán Club de Fútbol                           | España | 2024            |
| Sociedad Deportiva Logroñes Juvenil "A"         | España | 2024-actualidad |